# Малый Ляждур
Малый Ляждур (мар. Изи Лаждӱр) — деревня в Куженерском районе Республики Марий Эл. Входит в состав Юледурского сельского поселения.

## География
Находится в северо-восточной части республики Марий Эл на расстоянии приблизительно 21 км на восток от районного центра посёлка Куженер.

## История
Известна с 1859 года, когда здесь было 14 дворов, в ней проживали 79 марийцев. В 1933 году в деревне проживало 105 человек, в 1960 100. В 2005 году отмечено 24 дома. В советское время работал колхоз «15 лет Октября».

## Население
Население составляло 90 человек (мари 99 %) в 2002 году, 97 в 2010.